# Henry Aruna

Wappen von Henry Aruna

Henry Aruna (* 2. August 1964 in Yemandu, Distrikt Kenema) ist ein sierra-leonischer Geistlicher und römisch-katholischer Bischof von Kenema.

## Leben
Henry Aruna empfing am 16. April 1993 das Sakrament der Priesterweihe für das Bistum Kenema.
Am 7. Januar 2012 ernannte ihn Papst Benedikt XVI. zum Bischof von Makeni. Bereits drei Monate später wurde die Verwaltung des Bistums Makeni allerdings dem Xaverianerpater Natale Paganelli als Apostolischem Administrator übertragen. Der beigeordnete Sekretär der Kongregation für die Evangelisierung der Völker, Kurienerzbischof Protase Rugambwa, spendete ihm am 5. Januar 2013 die Bischofsweihe; Mitkonsekratoren waren der Erzbischof von Madras-Mylapore, George Antonysamy, und der Bischof von Kenema, Patrick Daniel Koroma.
Papst Franziskus entband ihn am 18. Juli 2015 von der Leitung des Bistums Makeni, die er faktisch nie ausgeübt hatte, und ernannte ihn zum Weihbischof in Kenema sowie zum Titularbischof von Nasbinca. Am 26. Januar 2019 ernannte ihn Franziskus zum Bischof von Kenema.